# Juraj Bača
Juraj Bača (Komárno, Nitra, 17 de março de 1977) é um canoísta eslovaco especialista em provas de velocidade.

## Carreira
Foi vencedor da medalha de bronze em K-4 1000 m em Atenas 2004, junto com os seus colegas de equipa Michal Riszdorfer, Erik Vlček e Richard Riszdorfer.